# Hierokles (Stoiker)
Hierokles war ein antiker griechischer Philosoph. Er lebte im 2. Jahrhundert und gehörte zur Richtung der Stoiker. Früher wurde er „Hierokles von Alexandria“ genannt, da man meinte, dass er aus Alexandria in Ägypten stammte. Dies konnte zu Verwechslungen mit dem Neuplatoniker Hierokles von Alexandria führen. Nach heutigem Forschungsstand gibt es keinen Grund, eine Herkunft des Stoikers aus Alexandria anzunehmen.
Ungefähr zwei Drittel seiner Ausführungen zur Ethik sind im Codex Berolinensis Papyrus 9780 überliefert; weitere Bruchstücke finden sich in den umfangreichen Exzerpten des Johannes Stobaios. Hierokles behandelte Fragen der Ethik aus lebenspraktischer Sicht und in Form einer Anleitung zum Handeln im täglichen Leben. Ähnlich wie Epiktet oder Musonius scheint er auf eine strenge Systematik verzichtet zu haben und keine theologisch-anthropologische Grundlegung für seine Ausführungen verwendet zu haben.
Das Kreismodell der Identität des Hierokles, ist ein gängiger Ansatz den stoischen Kosmopolitismus zu interpretieren.  Dieses Modell besagt, dass der Einzelne sich als konzentrische Kreise betrachten sollte: der erste Kreis umfasst das eigene Ich, gefolgt von der unmittelbaren Familie, der erweiterten Familie, der lokalen Gruppe, den Bürgern, den Landsleuten und der Menschheit. Innerhalb dieser Kreise entwickeln die Menschen ein Gefühl der „Affinität“ oder „Zuneigung“ zu anderen, das die Stoiker als „Oikeiosis“ bezeichneten. Die Aufgabe der Weltbürger besteht darin, die Kreise in Richtung Mitte zu ziehen und eine größere Ähnlichkeit zwischen allen Menschen und unseren Mitbürgern in der Stadt herzustellen.

## Ausgaben
- Guido Bastianini, Anthony A. Long (Hrsg.): Hierocles. In: Corpus dei Papiri Filosofici Greci e Latini, Teil 1, Bd. 1**, Olschki, Firenze 1992, ISBN 88-222-3918-0, S. 268–451 (kritische Ausgabe mit italienischer Übersetzung und Kommentar)